# Imposition en Corée du Nord
La Corée du Nord n'a pas officiellement d'impôts et prétend être le seul pays exempt d'impôts au monde,.
Le gouvernement nord-coréen perçoit cependant toujours des revenus de ses citoyens sous la forme de taxes cachées via diverses taxes de vente, en particulier via la taxe sur le chiffre d'affaires provenant de la consommation des ménages, qui fournit la majorité des revenus de l'État en Corée du Nord. L'État nord-coréen perçoit donc des revenus d'une manière comparable à un système fiscal classique. Cependant, en Corée du Nord, le mot « impôt » n'est jamais utilisé et le terme désignant les recettes de l'État est traduit de diverses manières : « comptabilité des revenus socialistes » ou « revenu de gestion économique socialiste »,. La « Journée de l'abolition de l'impôt » est célébrée chaque année le 1er avril.
L'impôt agricole, introduit en 1947, est aboli en 1966, à la fin du processus de collectivisation de l'agriculture. Les impôts directs, tels que l'impôt sur le revenu, sont officiellement abolis en 1974, l'État les qualifiant de « vestiges d'une société archaïque »,. Cette action n'a cependant pas eu d'effet significatif sur les recettes de l'État en raison de la proportion importante des fonds publics (environ 98,1 % entre 1961 et 1970) provenant des taxes sur les ventes telles que la taxe sur le chiffre d'affaires, la taxe sur les bénéfices (payée en majorité par les entreprises d'État) et les diverses redevances d'utilisation des machines, de l'équipement, des installations d'irrigation, des téléviseurs, de l'eau, etc. Cette méthode de taxation correspond aux pratiques ayant cours dans d'autres pays socialistes.
Une autre forme de taxation dans le pays est l'obligation périodique pour les citoyens de faire don de matériel ou, à défaut, de travailler gratuitement pour le gouvernement.
Certaines lois fiscales spéciales affectent également les zones économiques spéciales de Corée du Nord (en particulier la région industrielle de Kaesong), où les entreprises étrangères sont autorisées à opérer. Il existe donc un impôt sur les sociétés en Corée du Nord, comme le prévoient les lois sur le traitement des transactions, la Lock Gate Law, la loi sur le droit d'auteur, et la loi sur l'évasion fiscale. Une estimation du montant de ces impôts, datant du début des années 2000, révèle qu'ils représentent entre 10 % et 14 % du chiffre d'affaires des entreprises locales.
Les travailleurs nord-coréens sont soumis à une fiscalité indirecte : leurs salaires sont payés en devises fortes par des entreprises étrangères au gouvernement nord-coréen, qui paie ensuite les travailleurs en devise nord-coréenne, diminué de la valeur des taxes d'assurance et des frais socioculturels. Selon une estimation de 2013, les taxes prélevées sur les salaires des travailleurs nord-coréens de la zone industrielle de Kaesŏng sont de 45 % environ.
Les entreprises situées en dehors des zones économiques spéciales effectuent des paiements à l'État en fonction de leurs bénéfices, majoritairement sous forme d'impôt sur les sociétés. À partir de 2018, après les modifications fiscales apportées en août 2016, le taux devient progressif, évoluant en fonction des bénéfices réalisés. Ce taux peut atteindre 32,5 % selon les rapports financiers publiés.

## Annexe
- Il-sung Kim, On Abolishing the Tax System: A Law Adopted by the Fifth Supreme People's Assembly of the Democratic People's Republic of Korea at Its Third Session March 21, 1974, Pyongyang, Foreign Languages Publishing House (lire en ligne) ;
- Yong-hui Kim, Successful Solution of Tax Problem in Korea, Pyongyang, Foreign Languages Publishing House, 1990 (OCLC 40528087).